# Titano amori intorno
Titano amori intorno è una raccolta di poesie della scrittrice italiana Alda Merini.
Il volume, pubblicato dalle Edizioni Pulcinoelefante in prima edizione nell'aprile 1993 e in edizione accresciuta, nel marzo del 1994 e nell'aprile del 1997, è diviso in due sezioni: la prima si intitola "Titano" e riporta 35 liriche, la seconda si intitola "Amori intorno" e raccoglie altre 26 poesie che hanno come tema l'amore che, come scrive Guido Spani nell'introduzione all'opera, è  "... quello vero, quello che arriva a farti impazzire e che ti segna la vita e te la lacera. Amore che poi è anche poesia, e con entrambi non si scherza."
L'edizione, preceduta dalla breve Introduzione di Spani, è illustrata da otto disegni di Alberto Casiraghi e si chiude con la Notizia bibliografica sull'autrice.